# Olympische Winterspiele 1932/Eishockey
Das olympische Eishockeyturnier der Olympischen Winterspiele 1932 in Lake Placid (USA) galt zugleich als 6. IIHF-Eishockey-Weltmeisterschaft. Das Turnier fand vom 4. bis zum 13. Februar 1932 statt. Nur vier Mannschaften nahmen daran teil, weil aufgrund der Weltwirtschaftskrise die Anreise für die meisten europäischen Teams zu teuer war. Das Turnier wurde aufgrund der geringen Teilnehmerzahl im Ligaspielbetrieb in einer Doppelrunde ausgetragen. Kanada holte seine dritte olympische Goldmedaille im Eishockey; allerdings fiel der Erfolg noch nie so schwer, das entscheidende Spiel musste dreimal verlängert werden. Kanada gewann zum vierten Mal in Folge die olympische Goldmedaille und zudem seinen sechsten WM-Titel in Folge und sechsten WM-Titel insgesamt.

## Spiele
| 4. Februar 1932 11:00 Uhr | USA Doug Everett (22:05) | 1:2 n. V. (0:0, 0:1, 1:0, 0:0, 0:1) | Kanada Hack Simpson (53:36) Vic Lindquist (67:14) | Olympic Stadium, Lake Placid |

| 4. Februar 1932 14:45 Uhr | Deutsches Reich Gustav Jaenecke (20:12) Martin Schröttle (40:22) | 2:1 (0:0, 1:1, 1:0) | Polen Aleksander Kowalski (30:25) | Olympic Arena, Lake Placid |

| 5. Februar 1932 10:00 Uhr | USA Johnny Bent (2:15) John Cookman (23:15) John Cookman (30:16) John Garrison (54:55) | 4:1 (1:0, 2:0, 1:1) | Polen Adam Kowalski (42:16) | Olympic Stadium, Lake Placid |

| 6. Februar 1932 10:00 Uhr | Kanada Walter Monson (2:02) Walter Monson (14:44) Norm Malloy (29:16) Alston Wise (32:37) | 4:1 (2:0, 2:0, 0:1) | Deutsches Reich Erich Herker (53:58) | Olympic Arena, Lake Placid |

| 7. Februar 1932 14:45 Uhr | Kanada Romeo Rivers (10:45) Romeo Rivers (12:04) Vic Lindquist (23:15) Walter Monson (23:38) Walter Monson (32:48) Hack Simpson (33:54) Hack Simpson (34:52) Norm Malloy (46:42) Roy Hinkel (51:59) | 9:0 (2:0, 5:0, 2:0) | Polen | Olympic Arena, Lake Placid |

| 7. Februar 1932 20:15 Uhr | USA Douglas Everett (0:37) John Chase (0:57) John Chase (2:38) Francis Nelson (24:30) Winthrop Palmer (34:58) Winthrop Palmer (53:42) Winthrop Palmer (54:59) | 7:0 (3:0, 3:0, 2:0) | Deutsches Reich | Olympic Arena, Lake Placid |

| 8. Februar 1932 14:15 Uhr | USA Gordon Smith (6:42) Winthrop Palmer (30:07) Winthrop Palmer (40:57) John Chase (43:53) Osborn Anderson (49:01) | 5:0 (1:0, 1:0, 3:0) | Polen | Olympic Stadium, Lake Placid |

| 8. Februar 1932 20:15 Uhr | Kanada Vic Lindquist (2:44) Walter Monson (4:52) George Garbutt (22:44) Romeo Rivers (45:22) Albert Duncanson (48:17) | 5:0 (2:0, 1:0, 2:0) | Deutsches Reich | Olympic Arena, Lake Placid |

| 9. Februar 1932 14:15 Uhr | Kanada Walter Monson (1:52) Hack Simpson (6:03) Romeo Rivers (8:40) Walter Monson (8:48) Norm Malloy (14:12) Hugh Sutherland (31:11) Hack Simpson (44:35) Roy Hinkel (47:51) Kenneth Moore (49:35) Alston Wise (53:00) | 10:0 (5:0, 1:0, 4:0) | Polen | Olympic Stadium, Lake Placid |

| 10. Februar 1932 14:15 Uhr | USA John Chase (7:14) Winthrop Palmer (14:13) Douglas Everett (27:27) John Garrison (30:13) John Bent (41:33) John Bent (42:22) Winthrop Palmer (46:35) John Garrison 54:15 | 8:0 (2:0, 2:0, 4:0) | Deutsches Reich | Olympic Arena, Lake Placid |

| 13. Februar 1932 9:30 Uhr | Deutsches Reich Rudi Ball (5:57) Rudi Ball (33:08) Georg Strobl (42:20) Rudi Ball (52:15) | 4:1 (0:0, 2:1, 2:0) | Polen Aleksander Kowalski (31:40) | Olympic Arena, Lake Placid |

| 13. Februar 1932 14:15 Uhr | Kanada Hack Simpson (9:47) Romeo Rivers (14:10) | 2:2 n. V. (1:1, 0:1, 1:0, 0:0) | USA Douglas Everett (2:17) Winthrop Palmer (33:38) | Olympic Arena, Lake Placid |

## Abschlusstabelle
| Pl. |                 | Sp | S | U | N | Tore  | Punkte |
| 1.  | Kanada          | 6  | 5 | 1 | 0 | 32:04 | 11:01  |
| 2.  | USA             | 6  | 4 | 1 | 1 | 27:05 | 09:03  |
| 3.  | Deutsches Reich | 6  | 2 | 0 | 4 | 07:26 | 04:08  |
| 4.  | Polen           | 6  | 0 | 0 | 6 | 03:34 | 00:12  |

Abkürzungen: Pl. = Platz, Sp = Spiele, S = Siege, U = Unentschieden, N = Niederlagen

Erläuterungen: Olympiasieger

## Mannschaftsaufstellungen

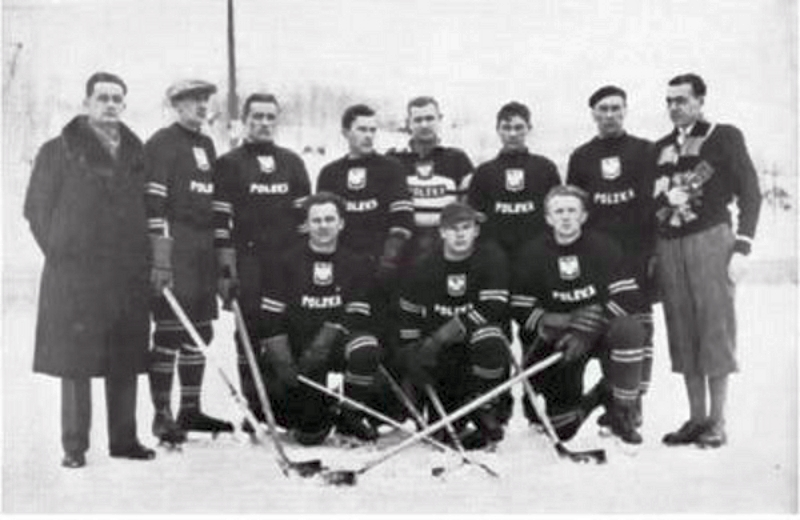
Polnischer Mannschaftskader

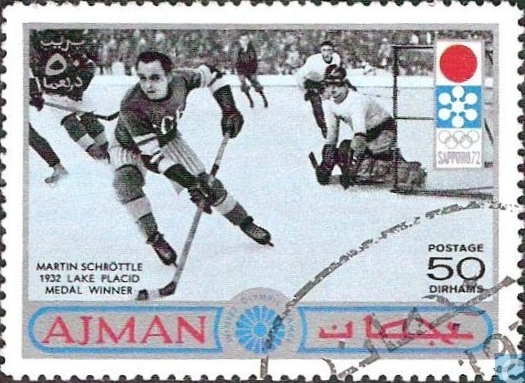
Martin Schröttle auf einer Briefmarke des Emirats Adschman.

| Platzierung    | Mannschaft      | Spieler |
| -------------- | --------------- | --- |
| Goldmedaille   | Kanada          | Bill Cockburn, Clifford Crowley, Albert Duncanson, George Garbutt, Roy Hinkel, Victor Lindquist, Norman Malloy, Walter Monson, Ken Moore, Romeo Rivers, Hack Simpson, Hugh Sutherland, Stanley Wagner, Alston Wise         |
| Silbermedaille | USA             | Osborn Anderson, John Bent, John Chase, John Cookman, Douglas Everett, Franklin Farrell, Joseph Fitzgerald, Edwin Frazier, John Garrison, Gerard Hallock, Robert Livingston, Francis Nelson, Winthrop Palmer, Gordon Smith |
| Bronzemedaille | Deutsches Reich | Rudi Ball, Alfred Heinrich, Erich Herker, Gustav Jaenecke, Werner Korff, Walter Leinweber, Erich Römer, Martin Schröttle, Marquard Slevogt, Georg Strobl                                                                   |
| 4.             | Polen           | Adam Kowalski, Aleksander Kowalski, Włodzimierz Krygier, Albert Mauer, Roman Sabiński, Kazimierz Sokołowski, Józef Stogowski, Witalis Ludwiczak, Czesław Marchewczyk, Kazimierz Materski                                   |